# ژهوشیتسه
ژهوشیتسه (به لاتین: Žehušice) یک منطقهٔ مسکونی در جمهوری چک است که در شهرستان کوتنا هورا واقع شده‌است. ژهوشیتسه ۶۴۶ نفر جمعیت دارد.